# Krzemionki

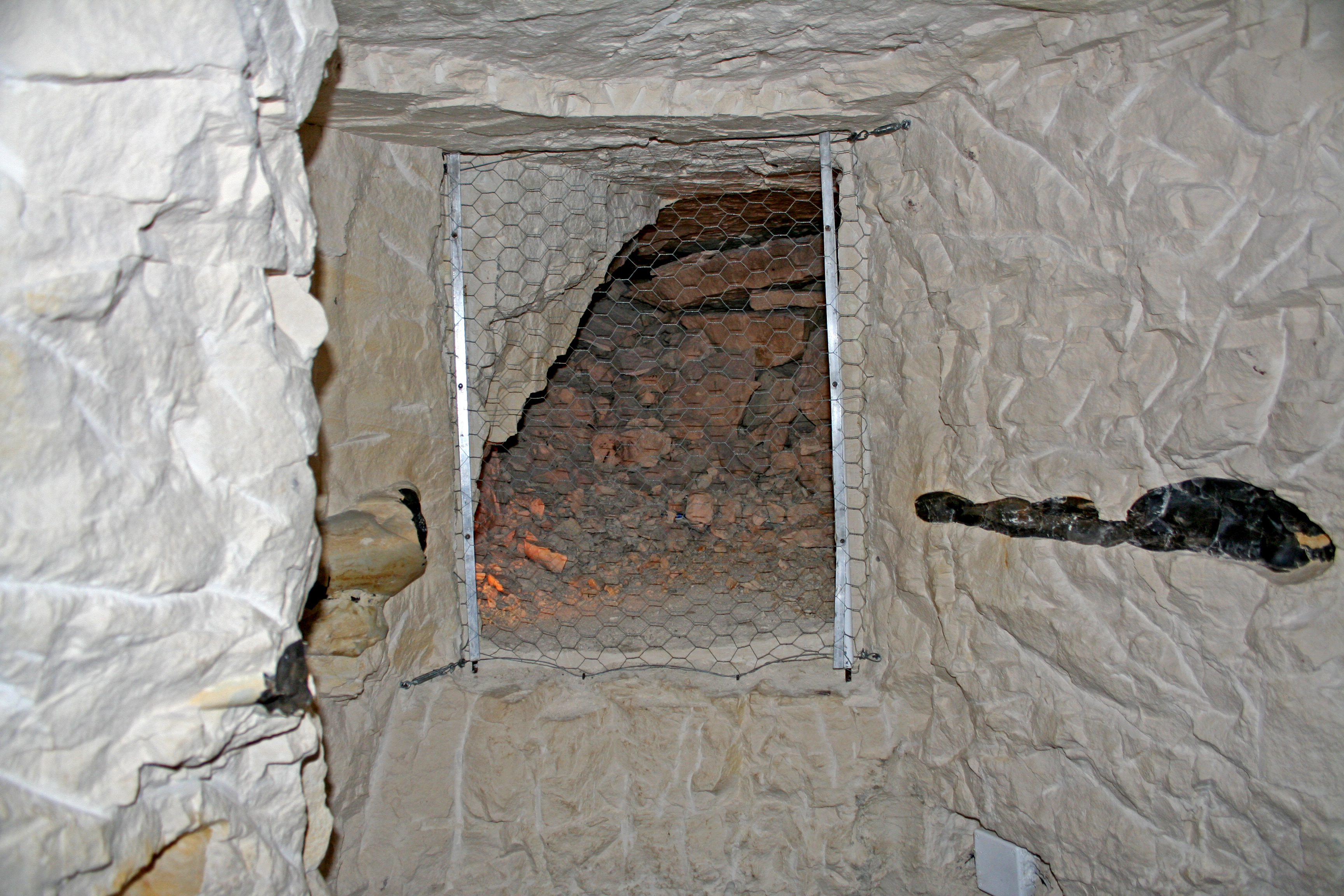
Neolityczny chodnik w kopalni Krzemionki

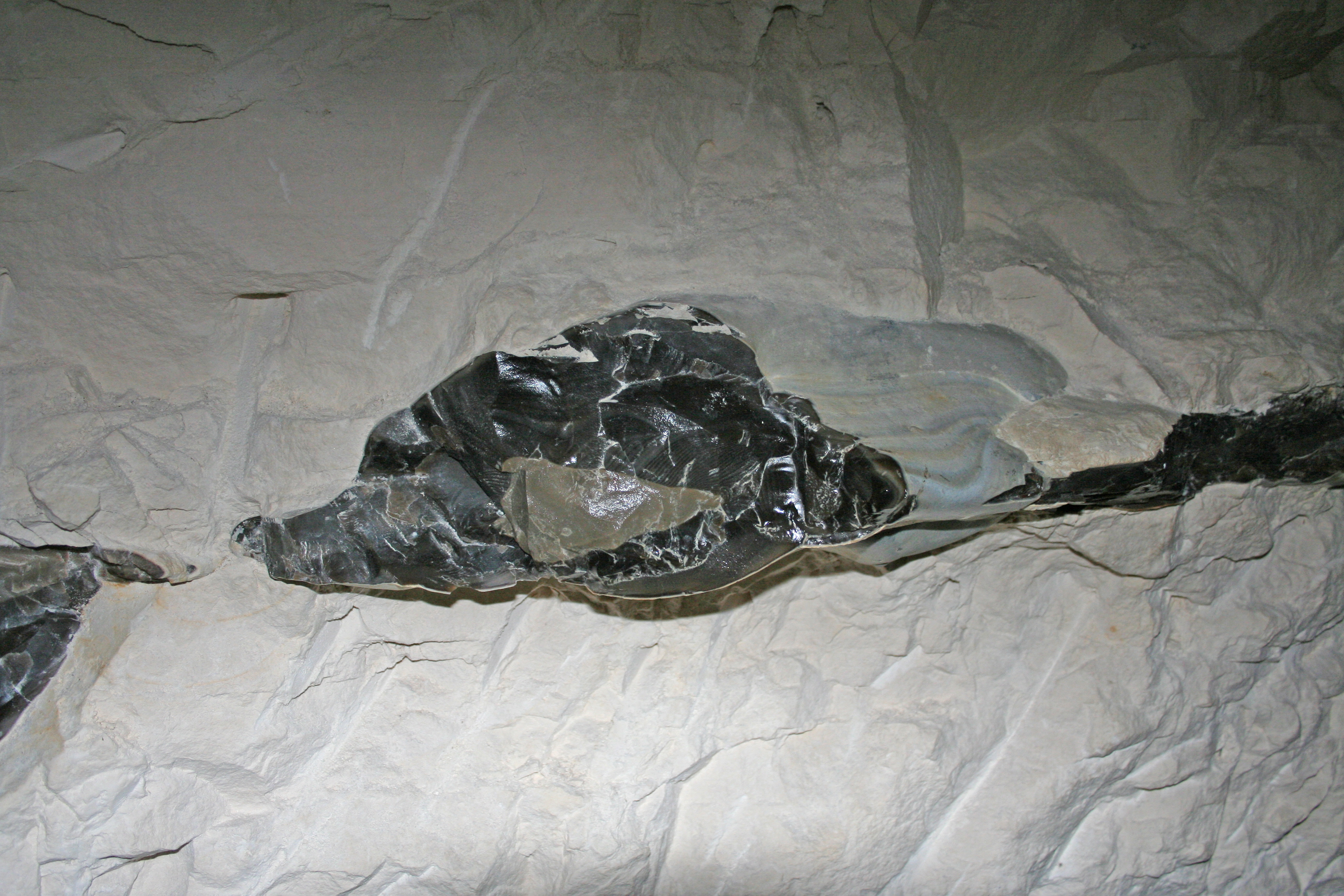
Krzemień pasiasty na ścianie kopalni Krzemionki

Krzemionki, znane także jako Krzemionki Opatowskie – rezerwat archeologiczny chroniący zespół neolitycznych kopalń krzemienia pasiastego. Położony pomiędzy wsiami Sudół i Magonie w gminie Bodzechów, w powiecie ostrowieckim, w województwie świętokrzyskim, 5 km na północny wschód od Ostrowca Świętokrzyskiego.

## Historia
Kopalnie krzemienia pasiastego, eksploatowane w latach ok. 3900–1600 p.n.e., są jednymi z najważniejszych w Europie. W neolicie minerał ten wydobywany był przez ludność kultury pucharów lejkowatych i kultury amfor kulistych, a w epoce brązu – kultury mierzanowickiej. Część wydobytego krzemienia była przetwarzana w okolicznych osadach i rozprowadzana na odległość nawet 660 km. Najpopularniejszymi produktami były czworościenne siekiery i dłuta. W sąsiedztwie pola górniczego zrekonstruowano domostwa z końca neolitu i początków epoki brązu.
Kopalnie krzemienia zostały odkryte w 1922 przez geologa Jana Samsonowicza. W obiekcie występują cztery rodzaje kopalń: jamowe, niszowe, filarowo-komorowe oraz komorowe. Zlokalizowano przeszło 2700 szybów połączonych siecią rozchodzących się promieniście chodników. Przeciętna głębokość szybu wynosi 5–6 m, maksymalna 9 m. Maksymalna średnica 4–5 m. Szerokość chodników dochodzi do 0,7, a wysokość waha się w granicach 0,6–1,2 m.
W chodnikach odnaleziono pozostawione filary i ślady stemplowania. Na powierzchni odkryto pozostałości pracowni, w której obrabiano wydobyty krzemień. Na ścianach chodników zachowały się nieliczne rysunki wykonane węglem drzewnym. Podziemia są udostępnione do zwiedzania na trasie turystycznej o długości 465 m.
Po okresie eksploatacji neolitycznej tereny krzemionek zarastał las. Dzięki temu ślady prahistorii nie zostały zniszczone. Dopiero w 1913 roku, gdy powstała wieś Krzemionki, nastąpił wyręb lasów i odkrycie wyrobisk górniczych.

## Ochrona
Na terenie kopalni i w jego otoczeniu utworzono rezerwat przyrody Krzemionki Opatowskie, będący częścią Obszaru Chronionego Krajobrazu Doliny Kamiennej.
W 1994 roku Krzemionki zostały uznane za pomnik historii Polski, w 2013 roku stanowisko zostało wpisane do rejestru zabytków archeologicznych województwa świętokrzyskiego (nr rej. C.1), a w 2019 roku podczas 43. sesji Komitetu Światowego Dziedzictwa podjęto decyzję o wpisaniu Krzemionkowskiego Regionu Prehistorycznego Górnictwa Krzemienia Pasiastego na listę światowego dziedzictwa UNESCO.

## Turystyka
Przez rezerwat przechodzi  niebieski szlak turystyczny z Łysej Góry do Pętkowic .
Dojechać można autobusem linii 110 Trans Katrina.

## Upamiętnienie
W 2012 roku Narodowy Bank Polski wprowadził do obiegu monety upamiętniające Krzemionki Opatowskie o nominałach: 20 zł, wykonaną w srebrze z krzemieniem pasiastym, oraz 2 zł, ze stopu Nordic Gold.